# Batalla del Volturno
La batalla del Volturno fue una serie de eventos militares producidos entre septiembre y octubre de 1860 en el marco de la unificación de Italia que desembocaron en una batalla mantenida los días 1 y 2 de octubre. Se enfrentaron las tropas duosicilianas al mando del rey Francisco II y las tropas piamontesas de Giuseppe Garibaldi, con victoria defensiva de estas últimas, en las proximidades del río italiano de Volturno entre las ciudades de Capua y Caserta. La derrota por parte de los borbónicos imposibilitó su regreso a Nápoles, por lo que fue decisiva para la unificación italiana.

## Preludio
El 6 de mayo de 1860, Garibaldi partió de Quarto, cerca de Génova con aproximadamente1.000 hombres, para conquistar el Reino de las Dos Sicilias para la casa de Saboya para lograr la unificación italiana bajo el rey Víctor Manuel II. El 11 de mayo desembarcó en Marsala, Sicilia y con la ayuda de soldados piamonteses enviados y sicilianos independentistas aumentó su ejército y pudo tomar Palermo el 8 de junio. 
El reino de Piamonte se declaraba en contra de la expedición garibaldina oficialmente, pero en verdad la apoyaba con soldados y servicio de inteligencia. Creyendo las palabras del gobierno piamontés, Francisco II quería llegar a una alianza con Víctor Manuel, pero mientras tanto Garibaldi avanzaba. Esta fue la forma por la cual el Reino de Piamonte Cerdeña invadió el Sur de Italia, sin previa declaración de guerra y estando en paz.
Así el 18 de agosto, las tropas garibaldinas entraron en el continente y en 17 días estuvieron en las puertas de Nápoles. Para evitar un bombardeo dentro de la ciudad con pérdidas civiles, Francisco II decidió abandonar con su ejército la capital para dirigirse a Capua. En los márgenes del río Volturno, se decidía si Francisco regresaba a Nápoles o si Garibaldi conseguía la caída del reino meridional.

## Disposición de las tropas en el campo
En el centro de la acción de batalla, se situaba Caserta, donde Garibaldi construyó su base. En la zona oeste estaban ubicadas las defensas garibaldinas de San Tammaro y Santa Maria Capua Vetere; en el noroeste tenían fuertes en una zona de colinas. En el noreste se localizaba un pequeño destacamento garibaldino comandado por Pilade Bronzetti. En el extremo este, Nino Bixio defendía el pueblo de Maddaloni y el camino hacia Caserta.
El plan napolitano, tomaba dos direcciones de ataque: la primera al oeste con base en Capua comandada por el general Tabacchi con 4.600 hombres y el mariscal Afan de Rivera con 5.000 hombres. Estas tropas atacarían a las posiciones de San Tammaro y Santa Maria Capua Vetere. La parte este, comandada por Von Mechel con el resto de las tropas, se dirigiría a Maddaloni para luego tomar Caserta.
El general Von Mechel decidió mandar al coronel Ruiz de Ballesteros con 5.000 hombres para atacar a Bixio y luego volver a unirse con las tropas  de Von Mechel para poder tomar Caserta.

## La batalla

### Frente oeste

#### Primeros movimientos
La tarde del 30 de septiembre, Garibaldi conocía perfectamente la estrategia enemiga gracias a los oficiales borbónicos traidores y al servicio de inteligencia piamontesa. El lunes 1 de octubre los garibaldinos ya sabían que este era el día en que los napolitanos atacarían. En efecto, a las tres y media de la mañana del primer día del mes de octubre partieron de Capua las tropas borbónicas para atacar al enemigo. A las cinco se enfrentaron con el pelotón garibaldino puesto en Santa María, los cuales no estaban preparados para combatir y se retiraron para reorganizarse.
El primer ataque sobre santa María fue comandado por el mariscal foggiano Luigi Tabacchi. Tabacchi dividió sus tropas en dos columnas: a la derecha la brigada del coronel Giovanni D'Orgemont y a la izquierda el primer regimiento de granaderos de la guaria al comando del coronel Gennaro Marulli; en Capua dejó al segundo regimiento de granaderos de la guardia comandados por Carlo Grenet. Pero D'Orgemont,  tomó una mala dirección y no pudo reunirse con Muralli, quien tuvo que mantener apresuradamente sus posiciones en Santa María; en cambio, la brigada de D'Orgemont avanzó exitosamente contra el convento de los Cappuccini del pueblo.
Mientras tanto, al ala izquierda garibaldina, San Tàmmaro y Carditello, fueron enviados cuatro escuadrones de lanceros comandados por el brigadier Fabio Sergardi y artillería bajo la conducción de Matteo Negri.

#### Combates en San Tàmmaro y Santa María

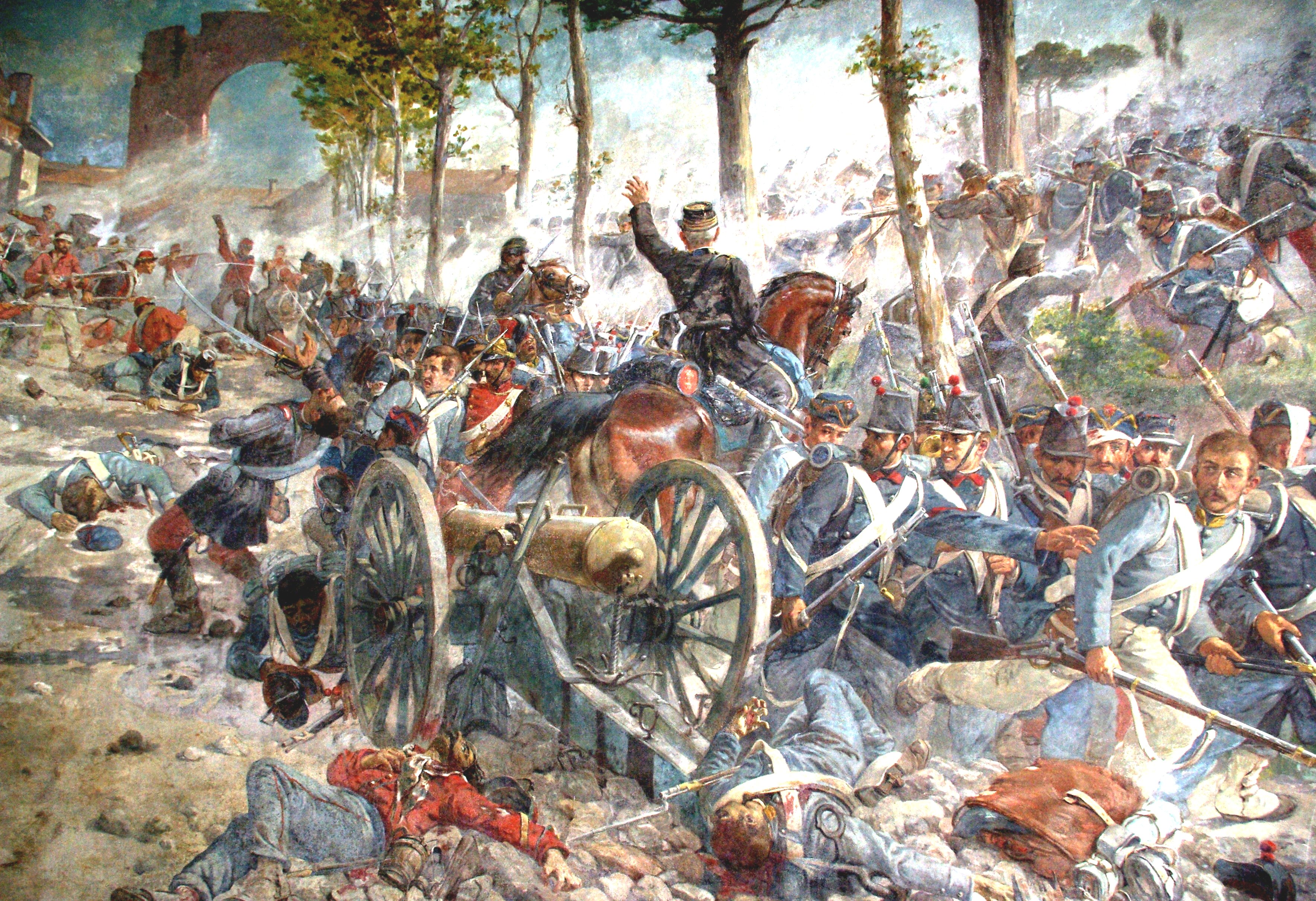
Enfrentamientos entre borbónicos y garibaldinos en los alrededores del arco de Adriano en Santa María

D'Orgemont lanzó a la vanguardia cuatro campañas del batallón de tiradores al comando del teniente coronel Raffaele Ferrara, contenidas por el segundo batallón de caballería de la guardia conducido por el tente coronel Giovanni De Cosiron. Los tiradores trataron de conquistar el cementerio de Santa María pero fueron rechazados sufriendo graves pérdidas. 
La intervenciòn del batallón conducido con bravura y coraje por De Cosiron, expulsó a los garibaldinos hasta las puertas de Santa María Capua Vetere, pero debía esperar al batallón de caballería de D'Orgemont. El asalto sobre el convento del pueblo fue un fracaso; la caballería avanzó disparando alborotadamente poniendo en peligro a los propios hombres de De Cosiron. Bajo los disparos de la artillería enemiga, D'Orgemont envió al teniente Giovanni Giordano con su división de artillería para contrarrestar los cañonazos de los garibaldinos pero también fracasó. La caballería debió retirarse apresuradamente sin protección, causando muchas pérdidas. 
Mientras tanto, Negri logró expulsar a los garibaldinos de San Tàmmaro, estos últimos bajo las órdenes de Enrico Faldella. En el lado de los atacantes, el experto coronel de 54 años Gennaro Marulli, comandó a sus granaderos hacia las barricadas enemigas, pero su dificultad de avanzar les ocasionó graves bajas.
Viendo estas dificultades, Tabacchi mandó en campo en a la reserva del coronel Grenet. A las ocho de la mañana los granaderos comenzaron a retroceder, en este punto llegaron al campo de batalla el rey y sus hermanos para animar a las tropas.

#### Combates en San Angelo
En el sector de San Angelo, dirigía la ofensiva el mariscal Gaetano Afán de Rivera, palermitano de 44 años y de ascendencia española, tenía experiencia militar en las campañas a Sicilia del 1848 y del 1849. 
Tenía a su dependencia dos comandantes de brigada, también palermitanos y con experiencia militar: el brigadier Gaetano Barbalonga y el coronel Vincenzo Polizzy.
La primera batalla que se realizó en este ataque fue de Polizzy formada por la séptima, octava, novena y décima brigadas de cazadores; la brigada número trece y de un escuadrón del primer regimiento de húsares. La brigada Barbalonga permaneció de reserva. 
A las cinco de la mañana fue la caballería del décimo batallón, al comando del coronel napolitano de 58 años, Luigi Capecelatro, quién abrió el fuego, avanzando por la calle principal del pueblo con el grito viva 'o Re. Pero el ejército garibaldino que defendía el pueblo, diezmó al batallón con descargas de ocho cañones ingleses desde la casina Longo. La caballería ya con 41 caídos y 61 heridos decidió retirarse.
Avanzaron entonces el octavo y el noveno batallón y en la casina Longo se dio una cruenta lucha cuerpo a cuerpo. En este punto intervino la brigada de reserva Barbalonga, lanzando adelante el undécimo batallón del coronel Federico De Lozza, mientras el coronel Errico Pianell efectuaba una maniobra de soporte atacando a los enemigos posicionados en el bosque de San Vito poniéndolos en fuga. Para tomar la casina Longo, conquistando la cima del monte Tifata, fue fundamental en valeroso capitán napolitano de 48 años Ferdinando Campanino, que con unos pocos hombres, entró en el fortín enemigo, capturó los cañones e hizo algunos prisioneros.
Para reconquistar la cima, el garibaldino Medici intentó un contraataque que fue rechazado por la segunda, séptima y octava brigadas de caballería. Entonces Polizzy realizó un feroz ataque sobre los garibaldinos conquistando todo el pueblo después de un baño de sangre.
Tras la situación victoriosa en San Angelo, el mariscal Afàn de Rivera hubiese tenido que mandar sus tropas contra las posiciones garibaldinas de Santa María. En cambió, no dio ninguna orden dejando inoperantes a sus hombres.

### Frente este

#### Combates en Maddaloni
Simultáneaneamente a la avanzada sobre Santa Maria y San Angenlo, en el este se movía la columna de von Mechel formada por 8.000 hombres. En vez de atacar con todas las fuerzas, sin esperar la autorización del mariscal Ritucci, dividió el ejército: le dio 4 regimientos con un total de 5.000 hombres al coronel Ruiz de Ballesteros, con la orden de avanzar de Caiazzo a Caserta viaja donde se reunirían las tropas para atacar a Caserta. Con el resto de las tropas, von Mechel se dirigió a Maddaloni.
El garibaldino Bixio, había ocupado estratégicamente todos los montes cercanos a esta ciudad con un batallón de soldados piamonteses. Dejó tropas a las afueras de la ciudad y también en el camino que dirigía hacia ella. 
Mechel dividió sus tropas en tres columnas y a las ocho de la mañana invistieron el monte Lugano, el monte Caro y los puentes della Valle. En el monte Lugano murió el único hijo del general von Mechel, Emil von Mechel pero después de duros combates las tropas de Garibaldi se vieron obligadas a retroceder.
Bixio, rodeado por el enemigo abandonó el campo dejando numerosos cañones, pero Mechel dolido por la muerte de su hijo, se detuvo para hacer descansar a sus hombres y esperar el arribo de Ruiz. Así perdió una buena ocasión para destruir a la división de Bixio.

#### Ruiz en Castel Morrone
Mientras tanto, Ruiz de Ballesteros marchaba lentamente sin tener contacto alguno con Mechel. Tenía a su disposicióm el segundo, el cuarto y el octavo regimientos. Mandó a Domenico Nicoletti con el sexto regimiento y algunos soldados del segundo y del cuarto a ocupar Limàtola, mientras que él, con el resto de las tropas se dirigía hacia Caserta. Las tropas de Nicoletti, unos 1500 hombres vencieron a los garibaldinos de Limàtola y los persiguieron hasta el monte de Castel Morrone donde habían huido. Los napolitanos hubiesen podido continuar su marcha de no ser por la orden de Ruiz que ordenaba conquistar Castel Morrone.
Para los borbónicos no fue fácil conquistarlo, los combates comenzaron a las 11 y ,cinco horas más tarde, después de feroces combates, pudieron penetrar en la guarnición enemiga que se rindió después de la muerte de su comandante, Bronzetti.
Ruiz, en vez de ir hacia Maddaloni para ayudar a Mechel, continuó lentamente la marcha hacia Caserta. Por la tarde acampó en Caserta Vechia sin tener información sobre la posición de Mechel.

### El final

#### Garibaldi utiliza sus reservas

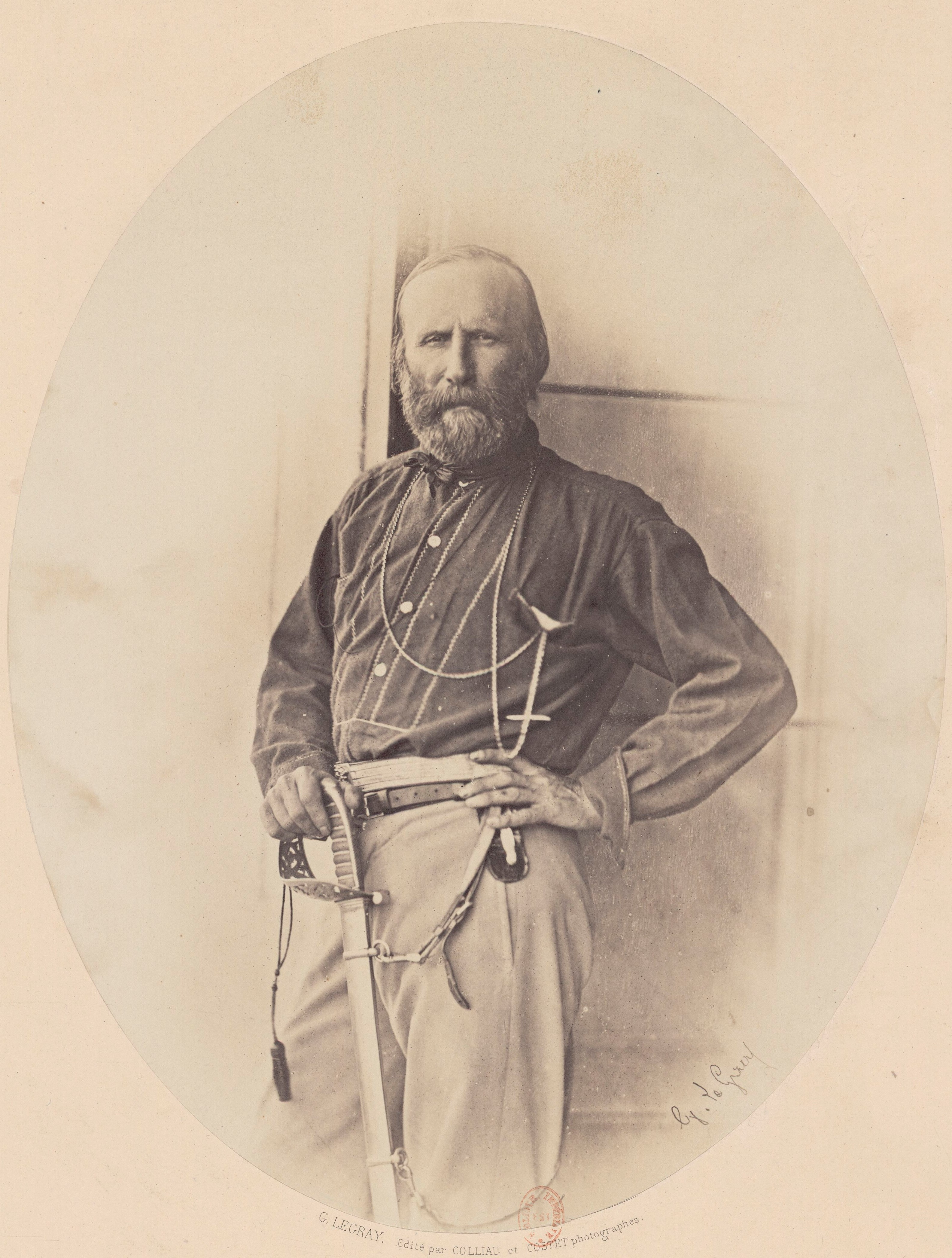
Giuseppe Garibaldi (Niza, 4 de julio de 1807-Caprera, 2 de junio de 1882), militar y político italiano. Conquistó el Reino de las Dos Sicilias, anexionándolo al Reino de Cerdeña para lograr la Unificación de Italia.

La batalla continuaba en el oeste. En San Tàmmuro, recuperado por los camisas rojas, las tropas borbónicas volvieron a atacar rompiendo las defensas garibaldinas. En la zona izquierda de Santa María era desprotegido, y en todo el frente, los napolitanos avanzaron victoriosos.
En este punto, fue necesario la fortuna y la habilidad de Garibaldi para dar vuelta la situación, haciendo intervenir a las reservas en el momento justo aprovechando los numerosos errores de los generales enemigos.
Garibaldi, viendo que San Angelo y Santa María estaban perdidos, regresó a Caserta y mandó al combate a las reservas, las cuales llegaron velozmente a Santa María gracias a la ferrovía. Con estos refuerzos los garibaldinos comenzaron a ganarle terreno a las tropas borbónicas.
A las dos de la tarde, un regimiento borbónico, rodeado por tropas enemigas, debió abandonar el campo de combate para retirarse a Capua.

#### El avance de la Guardia Real
Mientras tanto, el rey Francisco II de las Dos Sicilias, ordenó a Ritucci a enviar a la Guardia Real contra Santa María Capua Vetere. Así el primer y el segundo regimiento de granaderos fueron mandados al asalto. La guardia avanzó pero fue sorprendida por los cañones enemigos de Milbitz. Los miembros de la guardia, incapaces de avanzar, huyeron en pánico a pesar del esfuerzo de Nicola Cetrangolo que comandaba el batallón. Inútil también fue la intervención del rey, que trataba de darles valor. Ya vencidas, la Guardia real realizó una desordenada retirada. 
Desilusionado por el comportamiento de los más ilustres soldados del reino, Francisco II, ordenó el avance de la caballería formada de dos escuadrones del segundo regimiento de húsares guiado por el teniente coronel Filippo Pisacane; los cuales, atacados bajo el terrible fuego de la artillería cayeron de los caballos y se dieron en fuga. Todos los soldados borbónicos del frente oeste se retiraron hacia Capua.

#### La retirada en el frente este
Mientras tanto, en el frente este, von Mechel se detuvo esperando la llegada de Ruiz de Ballesteros para atacar Caserta. Pero Ruiz no llegaba, en cambio arribó el contraataque de Bixio, quien reorganizado y con nuevas fuerzas, atacó a las tropas borbónicas. Después de duros combates, como Ruiz de Ballesteros no llegaba, von Mechel no pudo resistir el ataque enemigo y a las tres de la tarde debió retirarse.
Mientras tanto, Ruiz estaba en Caserta Vecchia con 5000 hombres dispuesto a seguir avanzando. Pero a la noche le llegó un mensaje de von Mechel que comunicaba su propia retirada. Reunido con un consejo de oficiales superiores, Ruiz decidió retirarse a Caiazzo; pero no tuvo el tiempo de avisar a todas sus tropas, porque algunas de ellas ya estaban atacando a los garibaldinos. Ruiz se retiró en plena batalla dejando desprotegidos a unos 2000 hombres.
Ya en la madrugada del 2 de octubre las pocas tropas napolitanas, ya sin oportunidades de victoria, se rindieron y los 2000 soldados fueron hechos prisioneros.

## Consecuencias

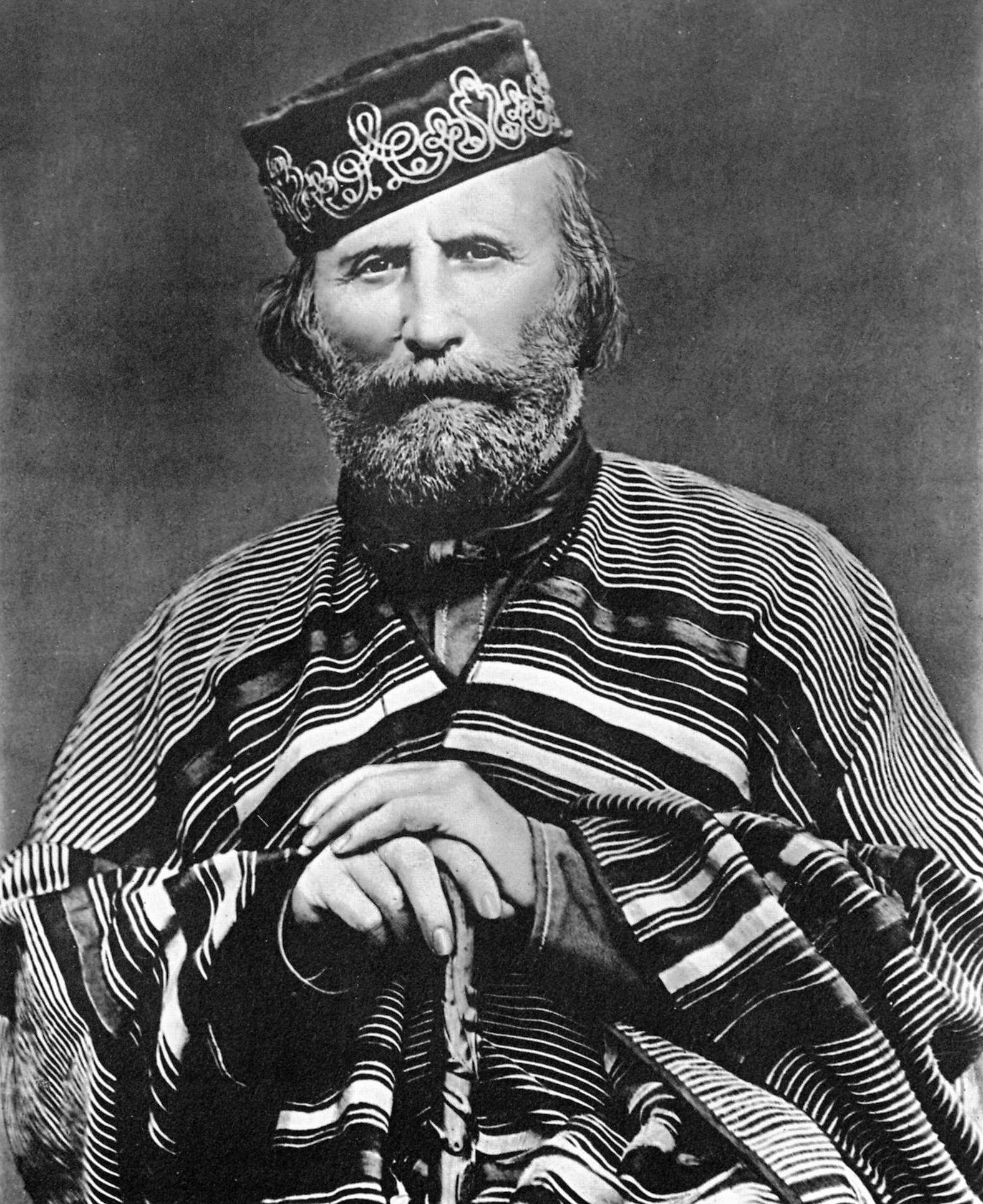
Giuseppe Garibaldi

La más grande batalla de toda la expedición de Garibaldi estaba terminada. El costo para los invasores era de 506 caídos, 1.389 prisioneros tomados al enemigo. Las pérdidas napolitanas fueron menores: 308 muertos, 850 heridos y 2.507 prisioneros tomados al enemigo.
Los napolitanos no lograron capturar Caserta por eso la victoria, a pesar de ser defensiva era para los garibaldinos. Los soldados napolitanos no fueron inferiores en agresividad, coraje y espíritu de sacrificio, salvo la Guardia Real y las tropas de Ruiz de Ballesteros, quienes fueron la principal causa de la derrota. Del lado piamontés fue clave la habilidad bélica de Garibaldi quien supo manejar bien sus tropas.
Por las numerosas bajas, Garibaldi solicitó ayuda militar al gobierno piamontés y Francisco II quiso aprovechar el estancamiento de los garibaldinos para volver a atacar; pero los generales le aconsejaron reorganizar las fuerzas y entonces se retiró de Capua a Gaeta perdiendo la última oportunidad de recuperar su trono.
Ya cuando el Piamonte envió más tropas al sur, Francisco II no pudo resistir, y tras ser derrotado en el asedio de Gaeta se vio obligado a abandonar su país que fue conquistado por el Piamonte.